# پلوتن
پلوتن (به آلمانی: Plothen) یک شهر در آلمان است که در زاله-ارلا واقع شده‌است. پلوتن ۳۱۷ نفر جمعیت دارد.